# Sancho VI di Guascogna
Sancho Guglielmo in spagnolo Sancho Guillén; in basco Antso Gilen; in francese Sanche Guillaume; in guascone Sans Guilhem (X secolo – 4 ottobre 1032) è stato un sovrano franco, fu duca di Guascogna e conte di Bordeaux, dal 1009 al 1032.

## Origine
Era il figlio maschio secondogenito del duca di Guascogna Guglielmo I  e della moglie, Urraca di Navarra.

## Biografia
Sua madre era al suo secondo matrimonio; in prime nozze aveva sposato il conte di Castiglia, Fernán González, di cui era rimasta vedova.
Sancho fu educato a Pamplona, alla corte di Navarra, presso lo zio, il re di Navarra, Sancho II.
Come il padre Guglielmo, Sancho partecipò alla "Reconquista".
Suo fratello, Bernardo I, morì nel 1009, in circostanze sospette, forse per avvelenamento, e senza eredi, e Sancho gli succedette come Sancho VI di Guacogna.
Data la forte personalità del cugino, il re di Navarra, Sancho III sembra che, la Guascogna fosse in un certo senso succube della Navarra. Comunque il suo regno si distinse per l'evolversi dei legami con la Navarra, che divennero sempre più stretti.
Nel 1010 Sancho VI comparve a Saint-Jean d'Angély assieme a Sancho III di Navarra, Guglielmo V di Aquitania e Roberto II di Francia e non certo per rendere omaggio al re di Francia.
Nel 1027 incontrò Guglielmo V a Blaye ed insieme scelsero il franco Goffredo come arcivescovo di Bordeaux, che nel frattempo, durante il suo regno era diventata la capitale del ducato.
Sancho VI morì il 4 ottobre 1032 senza eredi maschi e gli succedette il nipote, Oddone, il figlio di sua sorella Brisca e del duca di Aquitania, Guglielmo V.

## Discendenza
Della moglie di Sancho non si conoscono né il nome né gli ascendenti. Sancho dalla moglie ebbe una sola figlia:
- Alaisia, che sposò il conte d'Angoulême, Alduino II († 1032).  Aloisia a Alduino diede tre figli, tra cui Berengario († 1036), che reclamò il ducato di Guascogna contro Oddone.